# ASLV
ASLV (гінді संवर्धित उपग्रह प्रक्षेपण यान, скор. від англ. Augmented Satellite Launch Vehicle — букв. Розширена супутникова ракета-носій) — індійська п'ятиступенева ракета-носій легкого класу.

## Історія створення
Проєкт ракети-носія Індія започаткувала на початку 1980-х років з метою розробки технологій, необхідних для розміщення корисного навантаження на геостаціонарній орбіті. Роботу вело спеціальне відділення ISRO. Проєкт припинено після 4 початкових польотів.

## Історія пусків
| 1 | 24 березня 1987 06:39 UTC   | D-1 | SROSS-A  | SROSS |           |       | Шрихарикота SLV | аварія РН                       |
| 2 | 13 липня 1988 рік           | D-2 | SROSS-B  | SROSS |           |       | Шрихарикота SLV | аварія РН                       |
| 3 | 20 травня 1992 рік          | D-3 | SROSS-С  | SROSS | 1992-028A | 21964 | Шрихарикота SLV | виведення на дуже низьку орбіту |
| 4 | 5 травня 1994 рік 00:00 UTC | D-4 | SROSS-С2 | SROSS | 1994-027A | 23099 | Шрихарикота SLV | Успішний пуск                   |